# Mogha (K), Aland
Mogha (K) là một làng thuộc tehsil Aland, huyện Gulbarga, bang Karnataka, Ấn Độ.